# Río Vichada
Le río Vichada est un cours d'eau de l'est de la Colombie et un important affluent de la rive gauche de l'Orénoque.

## Géographie
Le río Vichada naît dans le département de Meta, de la confluence du río Planas et du río Tillavá, sur le territoire de la municipalité colombienne de Puerto Gaitán (Meta). Il coule de manière générale en direction de l'est et traverse tout le département colombien de Vichada dans la seule municipalité de Cumaribo, d'ouest en est. Il finit par se jeter dans l'Orénoque en rive gauche.
La rivière a une longueur de 580 km, non compris ses deux branches sources. La surface de son bassin est de plus ou moins 25 000 km2 (les cinq sixièmes de la superficie de la Belgique).
Son débit moyen est de 2 000 m3/s (un peu plus que le débit du Rhône en fin de parcours).
Le río Muco est son affluent principal.
Les principales localités riveraines sont dans Cumaribo les corregimientos de San José de Ocuné, Puerto Nariño et Santa Rita.

## Divers
Le río Vichada donne son nom au département colombien de Vichada.